# Йос-Сударсо
Йос-Сударсо[уточнить] (индон. Pulau Yos Sudarso) — остров в Арафурском море у юго-западной оконечности острова Новая Гвинея и отделённый от него узкой протокой (пролив Мули). К юго-востоку от Йос-Сударсо находится меньший по размеру остров Коморан.
Остров относится к округу Мерауке провинции Южное Папуа. На острове есть 25 небольших деревень, крупнейшие из которых — Кимаам (столица округа Кимаам), Калилам и Бамол. Остров сильно заболочен, поэтому сообщение между населёнными пунктами затруднено. Подробное этнографическое исследование острова провёл Лоран Серпенти в 1960—1962 гг.

## Название
Голландские колонисты назвали его островом Фредерика-Хенрика. Современное название дано в честь командора ВМС Индонезии Йоса Сударсо, погибшего в 1962 году в битве за Арафурское море. Также остров известен под названиями Долак (Долок), Кимаам, Колепом.

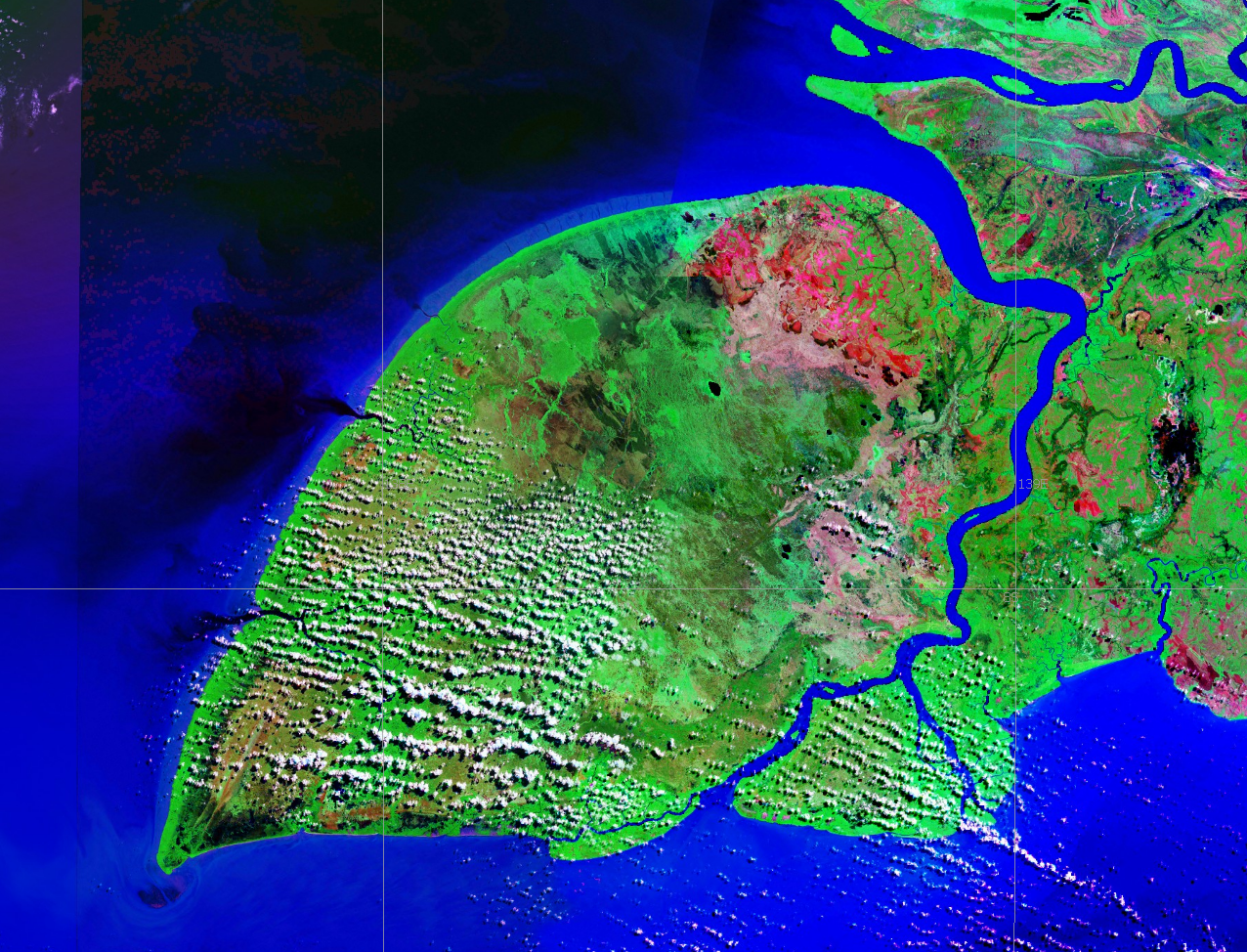
Спутниковый снимок острова Йос-Сударсо